# Santovenia de Pisuerga
Santovenia de Pisuerga ist ein nordspanischer Ort und eine Gemeinde (municipio) mit 4.703 Einwohnern (Stand: 2024) in der Provinz Valladolid in der Autonomen Region Kastilien-León; die Gemeinde gehört zum Weinbaugebiet „Cigales D. O.“.

## Lage
Der Ort Santovenia de Pisuerga liegt auf dem Ostufer des Río Pisuerga nahe der Autovía A-62 in einer Höhe von ca. 692 m. Die Entfernung zur südwestlich gelegenen Provinzhauptstadt Valladolid beträgt nur gut 7 km (Fahrtstrecke). Das Klima im Winter ist rau, im Sommer dagegen trocken und warm; der eher spärliche Regen (ca. 420 mm/Jahr) fällt überwiegend im Winterhalbjahr.

## Bevölkerungsentwicklung
| Jahr      | 1857 | 1900 | 1950 | 2000  | 2017  |
| Einwohner | 309  | 315  | 550  | 2.278 | 4.298 |

Das Bevölkerungswachstum seit den 1940er Jahren ist im Wesentlichen auf die Nähe zur Großstadt Valladolid und die Errichtung von Neubauvierteln zurückzuführen.

## Wirtschaft
Das Umland von Santovenia de Pisuerga war und ist in hohem Maße landwirtschaftlich geprägt, wobei die Viehzucht traditionell eine weniger wichtige Rolle spielte; der Ort bot die notwendigen regionalen Dienstleistungen in den Bereichen Handwerk und Handel. Santovenia de Pisuerga ist Teil des kleinen Weinbaugebiets „Cigales“; der Tourismus spielt nur eine untergeordnete Rolle.

## Geschichte
Um 400 v. Chr. war die Gegend von der keltischen Volksgruppe der Vaccäer besiedelt. Im 2. Jahrhundert v. Chr. brachten die Römer weite Teile der Iberischen Halbinsel unter ihre Kontrolle; sie brachten überdies die Kunst des Weinbaus mit. Im 5. Jahrhundert n. Chr. kamen die Vandalen, die jedoch von den Westgoten nach Nordafrika abgedrängt wurden. Im 8. Jahrhundert drangen arabisch-maurische Heere bis weit in den Norden vor, konnten jedoch die Gebiete nördlich des Kantabrischen Gebirges (Baskenland, Kantabrien, Asturien, Galicien) nicht erobern. Bereits im 10. und 11. Jahrhundert wurden sie von christlichen Heeren nach Süden abgedrängt (reconquista), wobei das ca. 15 km südlich von Santovenia de Pisuerga gelegene Tal des Duero lange Zeit die jeweiligen Einflusssphären voneinander abgrenzte. Die erstmalige Erwähnung des Ortsnamens stammt aus dem Jahr 1092.

## Sehenswürdigkeiten
- Die ursprünglich romanische Iglesia de San Juan Bautista ist Johannes dem Täufer geweiht. Im 16. Jahrhundert wurde die Apsis erneuert; auch das Kirchenschiff sollte vergrößert werden, doch wurden die begonnenen Arbeiten niemals vollendet. Der Hauptaltar stammt aus dem Jahr 1788.[5]
- Die kleine Ermita de Jesús Nazareno steht am Ortsrand; sie ist ein Werk der 1960er Jahre an der Stelle eines abgerissenen Vorgängerbaus.[6]
- Ebenfalls am Ortsrand befindet sich eine Quelle (fuente) und ein Waschplatz (lavadero).